# Lutz Lillig
Lutz Lillig (* 3. Juli 1962) ist ein deutscher Fußballtrainer und ehemaliger Fußballspieler.

## Werdegang
Der Stürmer Lillig begann seine Karriere beim VfR Osterode 08, mit dem er 1986 die Aufstiegsrunde zur damals drittklassigen Oberliga Nord erreichte. Die Osteroder scheiterten im Entscheidungsspiel um den dritten Aufsteiger im Elfmeterschießen am Bremer SV. Lillig vergab dabei einen Elfmeter, nachdem er zuvor in der regulären Spielzeit den einzigen Treffer für seine Mannschaft erzielen konnte. Auch im folgenden Jahr nahm Lillig mit dem VfR Osterode an der Aufstiegsrunde zur Oberliga Nord teil. Trotz seiner vier Tore in sechs Spielen war der VfR als Tabellenletzter seiner Gruppe chancenlos im Aufstiegskampf. Anschließend wechselte Lillig zum Zweitligisten Arminia Bielefeld, für den er 17 Spiele ohne Torerfolg in der 2. Bundesliga absolvierte. Am Saisonende stieg Lillig mit der Arminia ab und wechselte zum 1. SC Göttingen 05. Mit den Göttingern wurde Lillig in der Saison 1988/89 hinter dem TSV Havelse Vizemeister der Oberliga Nord, scheiterte aber in der folgenden Aufstiegsrunde zur 2. Bundesliga am MSV Duisburg und Preußen Münster. 1990 kehrte Lillig nach Osterode zurück.
Nach seiner Spielerkarriere trainierte Lutz Lillig neben seinem Heimatverein VfR Osterode 08 noch den VfL Seesen, den Goslarer SC 08, die SVG Einbeck sowie Eintracht Northeim.